# Doddaladahalli, Hassan
Doddaladahalli là một làng thuộc tehsil Hassan, huyện Hassan, bang Karnataka, Ấn Độ.